# Devabuti
Devabuti ou Devabhuti foi o décimo e último imperador do Império Sunga, dinastia que se estendeu num período de tempo entre o ano de 185 a.C. e o ano 73 a.C. Governou entre 83 a.C. e 73 a.C. Foi antecedido no trono por Bagabadra e sucedido por Vasudeva, o primeiro imperador do Reino Kanva.